# Nematocampa filamentaria
Nematocampa filamentaria är en fjärilsart som beskrevs av Achille Guenée 1858. Nematocampa filamentaria ingår i släktet Nematocampa och familjen mätare. Inga underarter finns listade i Catalogue of Life.